# Todd McCaffrey
Todd J. McCaffrey, ursprungligen Johnson, född 27 april 1956 i Montclair, New Jersey, är en irländskamerikansk science fictionförfattare. Han är mest känd för att ha fortsatt på bokserien om Pern i samarbete med sin mor Anne McCaffrey, som skapade serien).

## Biografi
Todd McCaffrey föddes 1956 som andre sonen till Horace Wright Johnson (död 2009), som arbetade för DuPont, och Anne McCaffrey (död 2011), som fick sin andra roman publicerad samma år. Han har två syskon: Alec Anthony som föddes 1952, och Georgeanne ("Gigi", Georgeanne Kennedy), som föddes 1959.
Bortsett från en sexmånaders förflyttning till Düsseldorf i Tyskland bodde familjen i Wilmington, Delaware fram till 1965 då de flyttade till Sea Cliff på Long Island i New York. Alla tre barnen gick då i skolan och Anne McCaffrey blev författare på heltid. Vid ungefär den tiden blev Todd den förste av barnen att läsa science fiction, närmare bestämt en serie av Ruthven Todd med namnet Space Cat. Han gick på sitt första science fictionkonvent, Lunacon, 1968.
Strax efter flytten blev han tillsagd att sänka rösten när han i fjärde klass medverkade i en skolpjäs. Modern satt i publiken och fick inspiration till boken Decision at Doona (1969), en bok som har dedikationen "To Todd Johnson—of course!". Historien utspelar sig på en överbefolkad planet där man kan bli utkastad i ett socialt utanförskap enbart genom att tala för högt.
Föräldrarna skildes 1970 och modern emigrerade till Irland tillsammans med sina två yngsta barn. Strax därefter anslöt sig även Tod McGaffreys mormor. Under hans skolår flyttade familjen ofta och hade svårt att få ekonomin att gå ihop då försörjningen till stora delar bestod av barnbidrag och mager royalty.
Han gick ut gymnasiet på Irland och återvände sedan till USA 1974 för att sommarjobba före inskrivningen vid Lehigh University i Pennsylvania. Han studerade teknisk fysik och upptäckte datorer, men stannade bara i ett år. Tillbaka i Dublin tog han examen i maskinteknik vid College of Technology (Bolton Street). Senare tog han även en examen i statsvetenskap vid Trinity College, Dublin.
Innan han gick på Trinity College tjänstgjorde Todd McCaffrey fyra år i USA:s armé, 1978–82, han var då stationerad i Stuttgart i Tyskland. Efter Trinity College återvände han till USA med förhoppningen att kunna arbeta inom flygindustrin, men fick arbete inom dataprogrammering 1986. Han tog flygcertifikat 1988 och tillbringade en hel del tid i luften, vilket bland annat innefattade soloresor över Nordamerika 1989 och 1990. Under tiden sålde han sina första berättelser och bidrog med texten Training and Fighting Dragons till Dragonlover's Guide to Pern, där han använde sig av sina erfarenheter från militären och som pilot. Året därefter slutade han sitt arbete för att börja skriva på heltid och 1992 deltog han vid "Clarion Workshop for new science fiction and fantasy writers".
Han skrev under namnet Todd Johnson fram till 97/98 och specialiserade sig på militär science fiction och bidrog med en roman var till flera olika antologier.
Den 21 november 2011 dog Todds mor Anne McCaffrey, till följd av en stroke, i sitt hem Dragonhold-Underhill på Irland.

## Drakar
Som pojke följde Todd med sin mor på hennes möten med författare, förläggare, redaktörer och agenter; han hade närvarat på konvent sedan tolvårsåldern. Han blev exponerad för planeten Pern innan det ens hade börjat: strax efter flytten till Long Island när han var nio, frågade hans mor honom om vad han tyckte om drakar. Hon brainstormade kring deras "dåliga rykte alla dessa år", och resultatet blev en "teknologiskt regredierad överlevnadsplanet" vars invånare enades mot ett hot från rymden, vilket stod i kontrast till USA:s involvering i Vietnamkriget. "Drakarna blev ett biologiskt förnybart flygvapen."
Ungefär 30 år senare tänkte Todd McCaffrey tillbaka:
| ” | the editor at Del Rey asked me to write a "sort of scrapbook" about Mum partly to prevent Mum from writing her autobiography instead of more Pern books. That was Dragonholder [1999]. The editor had also pitched it to me that someone ought to continue Mum's legacy when she was no longer able. At the time I had misgivings and no story ideas. | „ |

Mor och son hade diskuterat Pern i åratal, och hon hade föreslagit att han skulle skriva "the military science fiction prequels" till kolonisationen, men de planerna kom aldrig så långt.
Todd McCaffreys arbete med Pern startade på allvar med Dragon's Kin (2003), med modern som medförfattare. Hans första egna bok om Pern, Dragonsblood, publicerades 2005. Båda dessa böcker utspelar sig ungefär 500 år efter att människan har slagit sig ned på Pern, och 2000 år före de flesta av Anne McCaffreys böcker, inklusive den först publicerade Drakryttarna. Anne och Todd McCaffrey skrev gemensamt två uppföljare till Dragon's Kin; Todd Caffrey hade redan publicerat två uppföljare till Dragonsblood och de skrev ytterligare två till denna, Dragon's Time 2011 och Sky Dragons 2012.
Todd McCaffrey var hedersgäst tillsammans med sin mor på Albacon 2008, det årliga science fictionkonventet i Albany, New York. Han var litterär hedersgäst på ConDor 2009 i San Diego och på AggieCon 2009 i College Station i Texas. Todd McCaffrey närvarade på DragonCon i Atlanta 2011 där även konsthedersgästen Michael Whelan (som skapade omslagsbilder till några av de tidiga Pernböckerna, bland annat till The White Dragon) befann sig.

### Om Pern
- "Training and Fighting Dragons" (1989), in The Dragonlover's Guide to Pern[13]
- Dragon's Kin (2003), Anne & Todd McCaffrey
- Dragonsblood (2005)
- Dragon's Fire (2006), Anne & Todd McCaffrey
- Dragon Harper (2007), Anne & Todd McCaffrey
- Dragonheart (2008)
- Dragongirl (2010)
- Dragon's Time (2011), Anne & Todd McCaffrey
- Sky Dragons (2012), Anne & Todd McCaffrey

- Dragonrider or Dragon's School (kommande, Anne & Todd McCaffrey)[21]

### Övriga
Som Todd Johnson
- Slammers Down! (Combat Command: In the World of David Drake's Hammer's Slammers) (1988)
- "The Archimedes Effect", The War Years #1: The Far Stars War (1990)
- "Dasher", The War Years #3: The Jupiter War (1991)
- "Ploughshare", Bolo: Honor of the Regiment (1993)
- "Legacy", Bolos 2: The Unconquerable (1994)
- "A Question of Valor", Bolos: Last Stand (1997)

Som Todd McCaffrey
- "Best Evidence", Albedo One #16 (1998)
- Dragonholder: The Life and Dreams (so Far) of Anne McCaffrey (1999)
- "The Dragons of Prague", (Doctor Who) Short Trips: Destination Prague (2007)
- "Tribute", Jim Baen's Universe, August 2008 (2008)
- "Tree", Writers For Relief Volume Two: An Anthology to Benefit the Bay Area Food Bank (2008)
- "DragonCon: Trials and Tribulations", Here Be Dragons: Tales of DragonCon (2008)
- "The terrorist in my kitchen", Albedo One [28]

Albedo One har tidigare publicerat "Why I Shot My Car" ("one of my early stories")